# ناحیه کولونا، شهرستان هنری، ایلینوی
ناحیه کولونا (به انگلیسی: Colona Township) یک منطقهٔ مسکونی در ایالات متحده آمریکا است که در شهرستان هنری، ایلینوی واقع شده‌است. ناحیه کولونا ۱۹۴ متر بالاتر از سطح دریا واقع شده‌است.